# اریش روته‌مولر
اریش روته‌مولر (انگلیسی: Erich Rutemöller؛ زادهٔ ۸ فوریهٔ ۱۹۴۵) یک بازیکن و مربی فوتبال اهل آلمان است.
روته مولر در تیم‌های بزرگی مثل تیم ملی آلمان، ایران و باشگاه کلن آلمان کمک مربی بوده است.